# John Richard Simplot
John Richard Simplot, né le 9 janvier 1909 à Dubuque (Iowa) et mort le 25 mai 2008 à Boise (Idaho), est le fondateur de la J. R. Simplot Company, une société spécialisée dans la transformation de produits agroalimentaires à base de pomme de terre. En 2007, il était quatre-vingt-neuvième au classement des personnalités les plus riches des États-Unis, et le plus âgé des milliardaires figurant dans le Forbes 400 au moment de son décès.

## Biographie
À partir de la Seconde Guerre mondiale, la société Simplot est devenue le plus grand expéditeur  de pommes de terre fraiches des États-Unis.
En 1945, l'organisation Soilbuilder/Grower Solutions de Simplot fut constituée, et Simplot créa une usine de conserves et de surgélation rapide dans laquelle les employés testaient les produits surgelés de pomme de terre. La société Simplot est considérée comme la première à avoir commercialisé des frites surgelées à la fin des années 1940. En 1953, Simplot breveta la frite surgelée, invention qui devait faire sa fortune.
En 1967, Simplot et Ray Kroc, fondateur de McDonald's, conclurent d'une poignée de main un accord par lequel la société Simplot s'engageait à approvisionner en frites la chaine de restaurants.
Jusque-là, les restaurants McDonald's devaient tailler eux-mêmes leur pommes de terre pour préparer des frites fraiches, mais la Russet Burbank, la variété idéale pour cet usage, n'était pas disponible pendant trois mois en été, ce qui entraînait des problèmes de maîtrise de la qualité. Simplot, lui, était en mesure de fournir des pommes de terre Russet Burbank toute l'année. Depuis 1972, toutes les frites McDonald's sont surgelées. 
Cet accord sur les frites surgelées permit l'expansion de l'activité de transformation de la pomme de terre de Simplot et la construction en 1977 d'une nouvelle usine à Hermiston (Oregon). 
Depuis 2005, Simplot fournit plus de la moitié de toutes les frites à la chaine de restauration rapide. Simplot produit également des fertilisants pour l'agriculture.
Simplot quitta la présidence de sa société en 1973, mais resta comme administrateur jusqu'en 1994. Il conserva le titre de Chairman Emeritus jusqu'à sa mort en 2008. Simplot reçut un diplôme honoraire de l'Université d'État de l'Utah à Logan en 2001, en reconnaissance de ses nombreuses contributions à l'agriculture des États-Unis, particulièrement dans l'Intermountain West.
Forte de son énorme richesse, la société J.R. Simplot finança au début des années 1980 le capital de premier établissement de la jeune société Micron Technology, fabricant de puces de mémoire informatique de Boise. En outre, il a investi lourdement dans la société Remington Oil.
En 1961, Simplot finança la station de sports d'hiver de Brundage Mountain près de McCall, à deux heures de route au nord de Boise. La société Simplot vendit sa part de 50 % dans Brundage en avril 2006 à son coactionnaire de longue date, la famille DeBoer. Au début des années 1950, Simplot fut le bienfaiteur de la station de sports d'hiver naissante de Bogus Basin près de Boise quand elle connut des difficultés financières ; le pavillon d'accueil de la station a reçu son nom en son honneur.
Simplot se maria en premières noces avec Ruby Rosevear de Glenns Ferry, qu'il avait rencontré lors d'un « rendez-vous surprise » ; il l'a demandée en mariage dans sa Ford A en 1931. Il divorcèrent en 1960, lorsqu'elle le quitta soudainement pour un autre homme, après 29 années de mariage et après avoir eu quatre enfants. Des années plus tard, Simplot reconnut que pendant qu'il construisait son empire dans les années 1950, il avait négligé sa famille.
Il rencontra sa seconde épouse, Esther Becker, ancienne chanteuse d'opéra, au milieu des années 1960 à New York. Il était en voyage d'affaires et elle travaillait comme réceptionniste à la Fondation Henry Phipps ; ils se marièrent en 1972.
Avant sa mort, Simplot et son épouse Esther ont résidé au Grove Hotel building dans le centre de Boise, à quelques pas du siège de sa société. En 2005, le couple fit don de leur maison d'architecte au sommet d'une colline, à la sortie nord de Boise, à l'État de l'Idaho pour en faire la résidence du gouverneur. Désormais connue sous le nom de « The Idaho House », la résidence est inoccupée.